# 2511 Паттерсон
2511 Паттерсон (2511 Patterson) — астероїд головного поясу, відкритий 11 червня 1980 року.
Тіссеранів параметр щодо Юпітера — 3,573.